# Ökumenisches Zentrum (Ittigen)

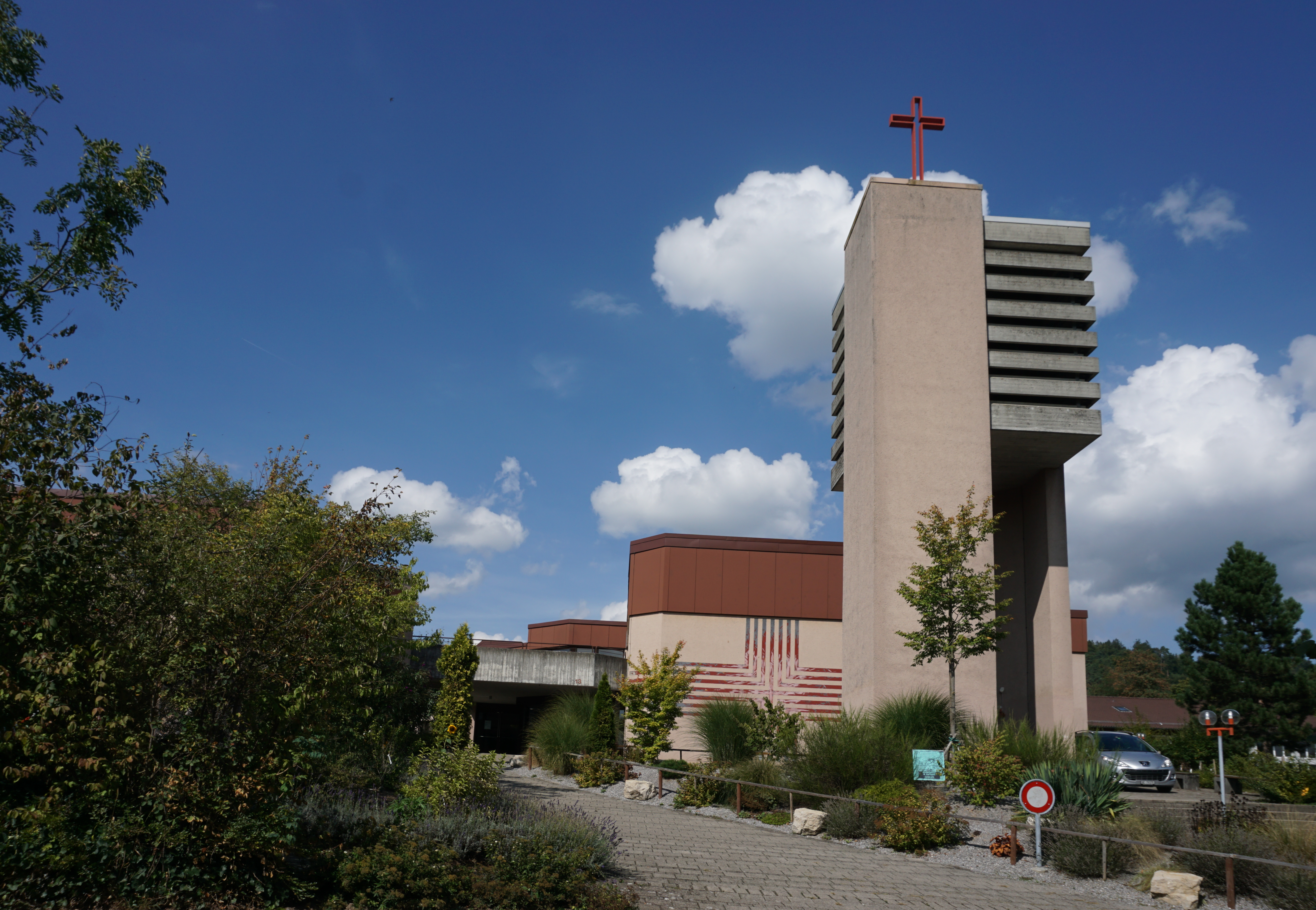
Das ökumenische Kirchen-Zentrum Ittigen

Das Ökumenische Kirchenzentrum Ittigen in Ittigen bei Bern wurde in den späten 1970er-Jahren erbaut und am 11. Mai 1980 eingeweiht. Die Räume teilen sich und benutzen die evangelisch-reformierte Kirchgemeinde Ittigen gemeinsam mit der römisch-katholischen Pfarrgemeinde Petrus und Paulus.

## Geschichte
Wegen der Bevölkerungszunahme in den 1960er Jahren plante 1970 die Viertelsgemeinde Ittigen, die damals noch zu Bolligen gehörte, neben dem bestehenden Primarschulhaus ein Gemeindezentrum mit Gemeindehaus, Sekundarschulhaus, einer Kirche, Restaurant, Hallenbad und einem Dorfplatz. Ausser dem Kirchenzentrum wurden aber nur das Sekundarschulhaus und die Erweiterung des Gemeindehauses realisiert. Der Kirchenbezirk Ittigen gehörte seit jeher zur evangelisch-reformierten Kirchgemeinde Bolligen. Eine eigene Pfarrstelle wurde 1909 für Ittigen eingerichtet; 1952 konnte am Schulweg 12 ein Kirchgemeindehaus mit Predigtlokal bezogen werden. Die Katholiken von Ittigen und Bolligen wurden von der Guthirt-Pfarrei Ostermundigen betreut. 1971 beschlossen die beiden Gemeinden, im ökumenischen Sinn gemeinsam ein Kirchenzentrum zu bauen. Aus dem schweizweit ausgeschriebenen Architekturwettbewerb mit 123 Eingaben, wurde das Projekt des Architekturbüros Nauer und Scheurer, Bern, ausgewählt und verwirklicht. Nach Auflösung der alten Einwohnergemeinde Bolligen wurden 1983 die Viertelsgemeinden Bolligen, Ittigen und Ostermundigen politisch selbständige Gemeinden. Aus den drei Kirchkreisen von Bolligen wurden 2000 eigenständige Kirchgemeinden.

### Reformierte Kirche

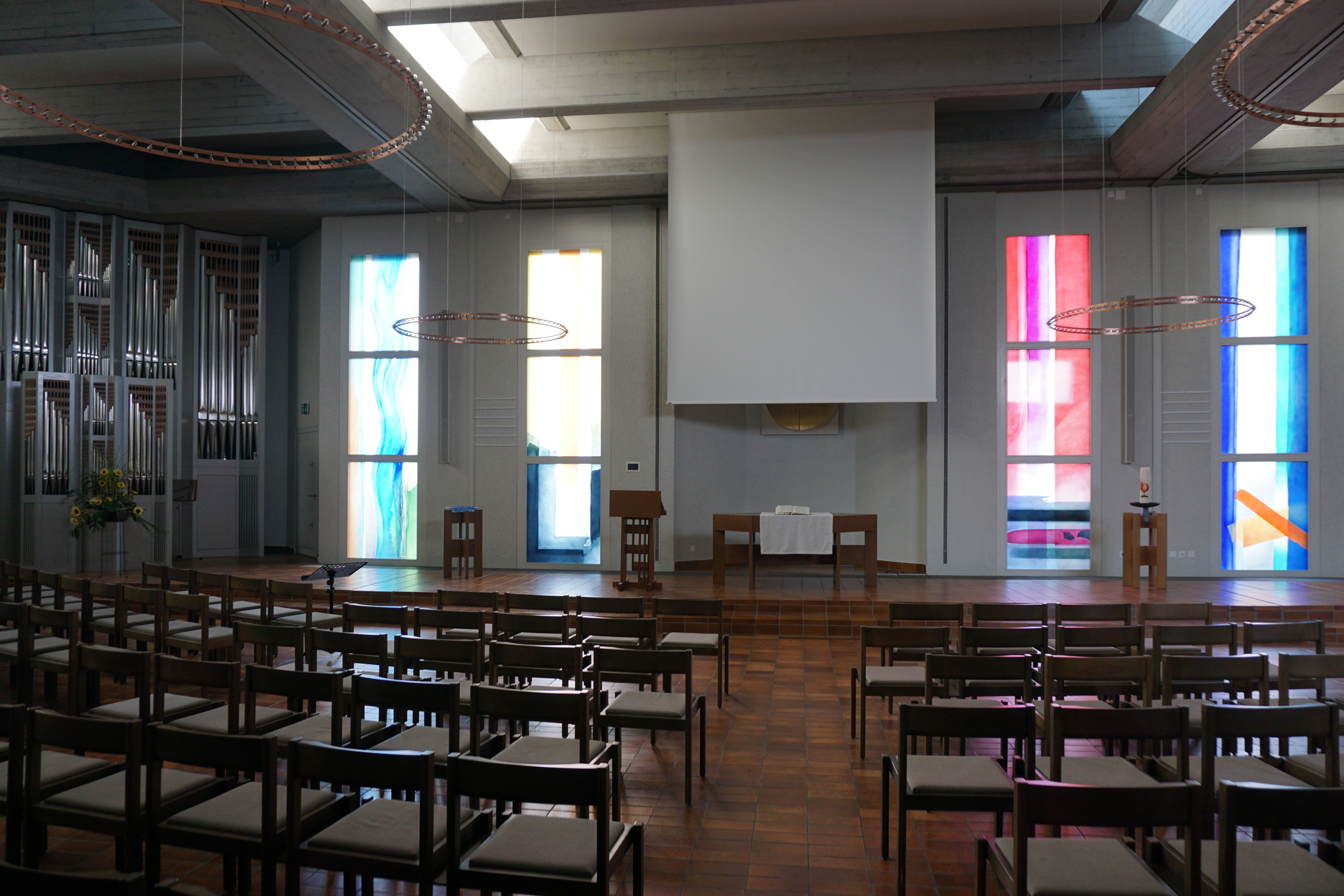
Inneres der reformierten Kirche

Bei der Renovierung 2012 wurden das Foyer und der Kirchenraum neu gestaltet. Dabei wurde die Blickrichtung von der Diagonale zur Orgel symmetrisch nach Osten zur Mitte geändert. Das Bild mit einer kreuzförmig geteilten runden Goldfläche in der oktogonalen Nische kann auch als geteiltes Brot betrachtet werden. Davor steht der hölzerne Abendmahltisch, ergänzt mit Lesepult, Taufbecken und Kerzenleuchter. Je zwei raumhohe Fenster an beiden Seiten stellen von rechts nach links Weihnachten, Karfreitag sowie Ostern und Pfingsten dar. Die Glasmalereien stammen vom deutschen Künstler Andreas Felger und wurden 2012 durch Spenden finanziert, eingebaut. Linksseitig steht die grau und silberglänzende Orgel ebenfalls auf dem zweistufigen, die ganze Raumbreite einnehmenden Podest. Eine Empore bietet weitere Besucherplätze zu dem mit Stuhlreihen ausgestatteten Kirchensaal.

### Katholische Kirche

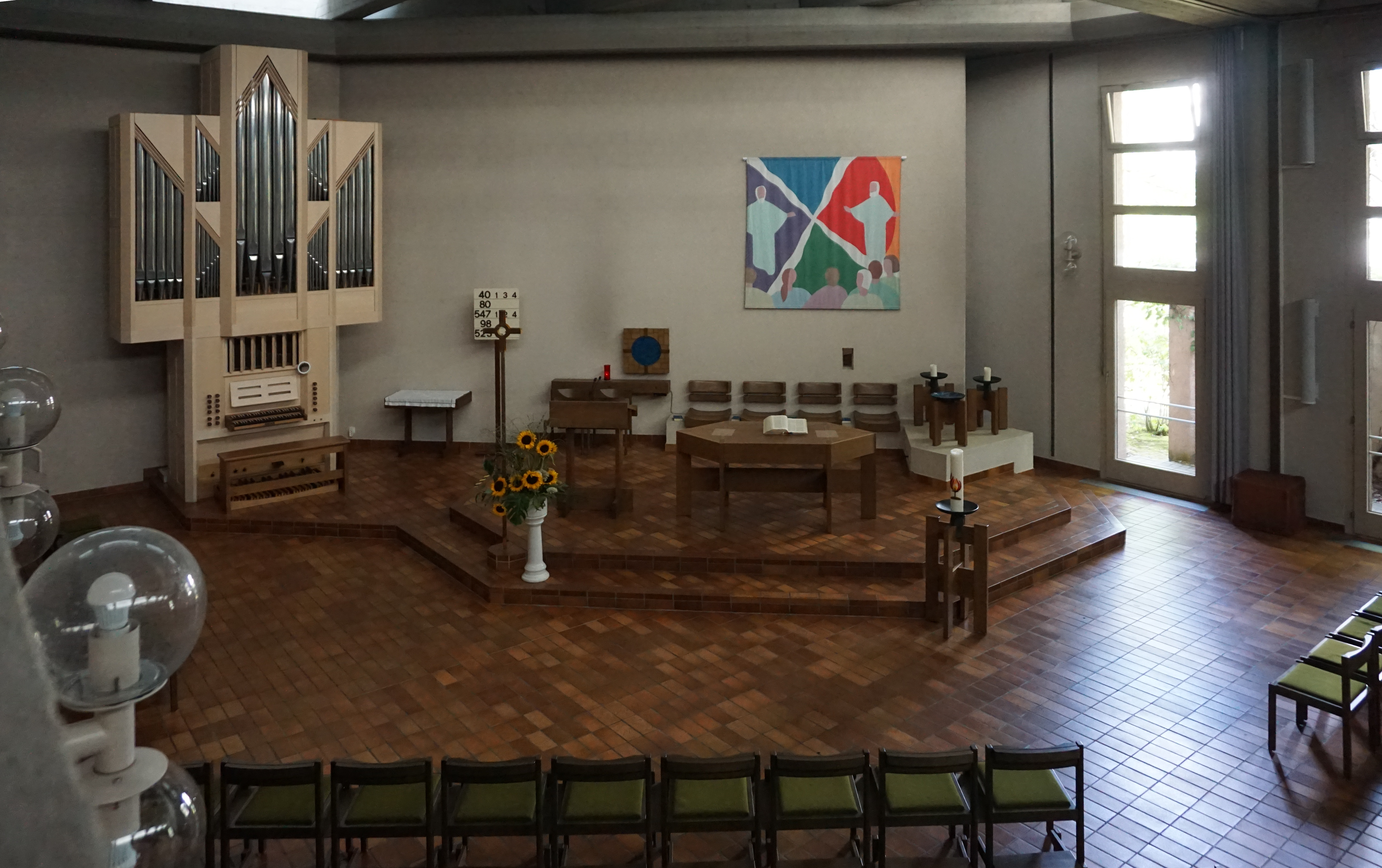
Inneres der katholischen Kirche

Die katholische St.-Peter-und-Paul-Kirche ist eine Filialkirche der Guthirt-Pfarrei Ostermundigen und wird von einem eigenen Theologen mit einem eigenen Sekretariat betreut. Ihr Wirkungskreis umfasst die Gemeinde Ittigen ohne Worblaufen, sowie die Gemeinde Bolligen.
Die Kirche ist in ähnlichem Stil wie die evangelische Nachbarkirche gestaltet. Hier wurde die ursprüngliche diagonale Blickrichtung zur westlichen Chorwand beibehalten. In dreiteiligem Halbkreis stehen die Stuhlreihen um das zweistufige Altarpodest. Links, um eine Stufe erhöht, befindet sich die Orgel mit einem Prospekt aus hellem Naturholz. Der Altartisch wie auch die Kerzenleuchter mit Taufbecken und Lesepult sind gleich wie in der evangelischen Kirche aus dunkel gebeizten Holzprofilen kreuzförmig zusammengefügt und mit Metallapplikationen ergänzt. An der Altarseite ist ein leichtwirkendes hohes Kreuz aufgestellt und ein quadratisches Bild mit einem kreuzförmig profilierten Rahmen und einem blauen Feld hinter einem runden Ausschnitt. Ein Pendant dieses Bildes befindet sich im Meditationsraum neben der Kirche. Dorthin führt ein schmaler Gang, der von kleinformatigen Fenstern mit Glasmalereien erhellt wird. Sie wurden von Emil Reich mit den Motiven für die vier Lebensalter und mit Symbolen für Weihnachten (Geheimnis), Karfreitag (Schmerz) und Ostern (Vollendung) gestaltet.

## Baubeschreibung
Der Baukomplex mit den zwei Kirchenräumen für den evangelischen und katholischen Gottesdienst, die zu den Nebenräumen mit Schiebewänden erweitert oder zu einem Gesamtraum vereint werden können, umfasst mehrere Unterrichtsräume, drei Amtswohnungen einen gemeinsamen Vorraum sowie einen freistehenden Glockenturm. Der Vorplatz ist mehrseitig zugänglich, sowohl vom Schulhausplatz als auch von den talseitigen Zufahrtsstrassen.

### Turm und Glocken
Vier Glocken aus der Glockengiesserei Rüetschi Aarau wurden am 23. Februar 1980, noch vor der offiziellen Einweihung im Glockenturm aufgezogen. Sie sind nach den wichtigsten Kirchenfesten benannt und mit Bibelzitaten beschriftet:
- Die Weihnachtglocke mit Ton: h‘ hat 326 kg und trägt die Inschrift «Das Wort wurde Mensch» (Joh 1.14)
- Die Karfreitagsglocke mit Ton: gis‘ hat 537 kg und die Inschrift «Jesus Christus trägt unsere Schuld» (I. Petr 2.24)
- Die Osterglocke mit Ton: fis‘hat 814 kg und die Inschrift: «Gott hat Jesus Christus den Herrn auferweckt» (I. Kor 6, 14)
- Die Pfingstglocke mit Ton: dis‘ hat 1261 kg und die Inschrift «Ich werde meinen Geist ausgiessen auf alle Menschen» (Apg 217)

Eine weitere Glocke befindet sich im Dachreiter des Kirchgemeindehauses am Schulweg. Die 1924 in Bolligen ausgesonderte, 1487 gegossene Glocke, fand hier einen neuen Platz. Sie trägt am oberen Rand in gotischen Minuskeln die Inschrift «Ave maria, gracia plena, dominus tecum» und die Jahrzahl MCCCCLXXXYII.

### Orgel der reformierten Kirche

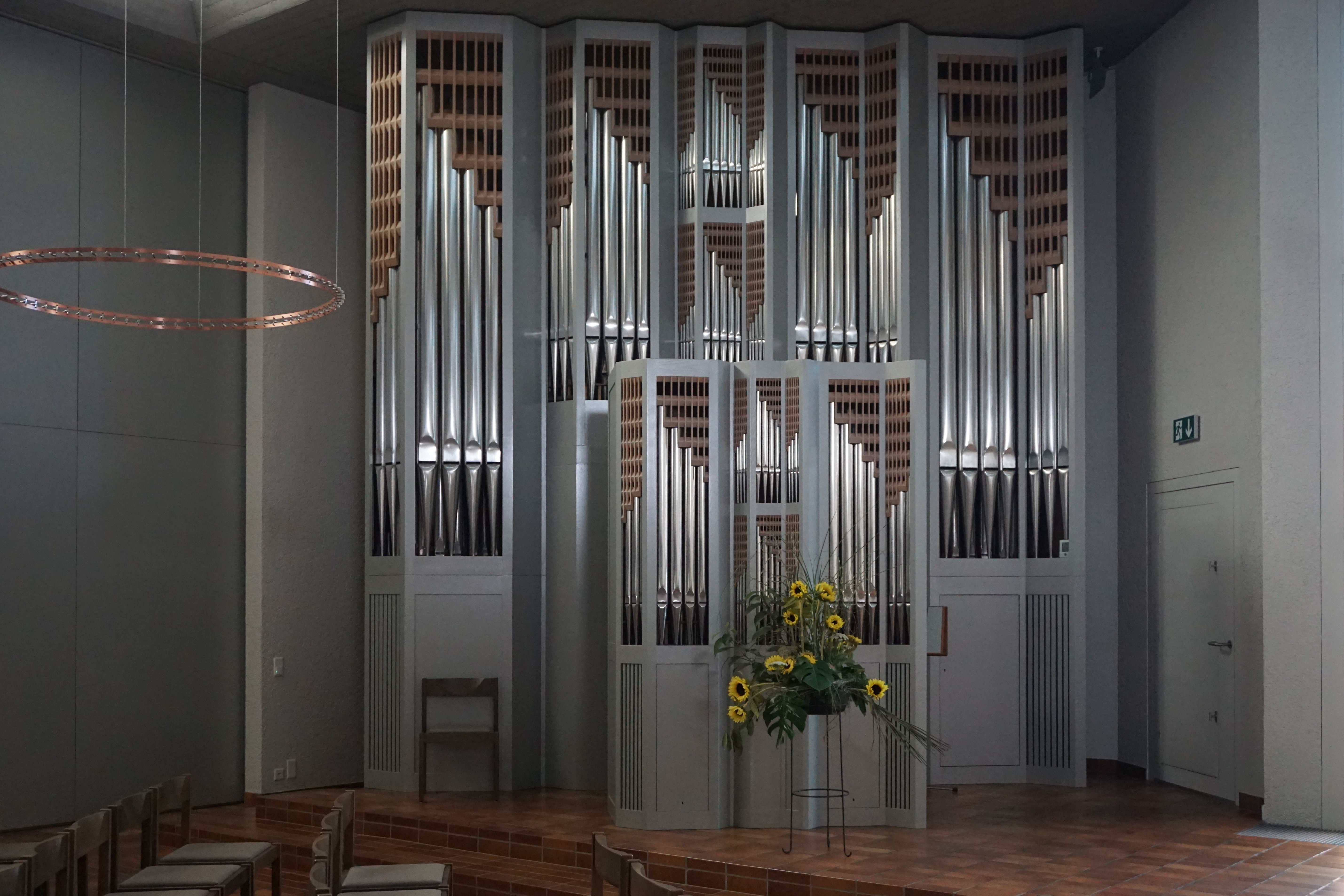
Orgelprospekt der ref. Kirche Ittigen

1981 wurde die Orgel durch die Firma Orgelbau Goll AG, Luzern, mit 33 Registern auf 3 Manualen und Pedal gebaut und 2013 revidiert. Sie hat eine mechanische Traktur, mechanische Registrierung und Schleifladen.
| I Rückpositiv C–g3 |       |
| Gedackt            | 8′    |
| Quintade           | 8′    |
| Prinzipal          | 4′    |
| Oktave             | 2′    |
| Blockflöte         | 2′    |
| Largiot            | 1 ⁄3′ |
| Scharff            | 2⁄3′  |
| Krummhorn          | 8′    |

| II Hauptwerk C–g3 |        |
| Bourdon           | 16′    |
| Prinzipal         | 8′     |
| Rohrflöte         | 8′     |
| Oktave            | 4′     |
| Nachthorn         | 4′     |
| Quinte            | 2 ⁄3′  |
| Oktave            | 2′     |
| Terz              | 1 3⁄5′ |
| Mixtur            | 1 ⁄3′  |
| Trompete          | 8′     |
| Clairon           | 4′     |

| III Brustwerk (schwellbar) C–g3 |        |
| Holzgedackt                     | 8′     |
| Rohrflöte                       | 4′     |
| Nasard                          | 2 ⁄3′  |
| Prinzipal                       | 2′     |
| Terz                            | 1 3⁄5′ |
| Vox humana                      | 8′     |
| Tremulant                       |        |

| Pedal C–f1 |     |
| Subbass    | 16′ |
| Oktave     | 8′  |
| Gedackt    | 8′  |
| Octave     | 4′  |
| Mixtur     | 2′  |
| Posaune    | 16′ |
| Trompete   | 8′  |
| Clairon    | 4′  |

- Koppeln: I/II, III/II, I/P, II/P, III/P
- Spielhilfen: Wechseltritte Posaune und Trompete (Pedal)

### Orgel der katholischen Kirche

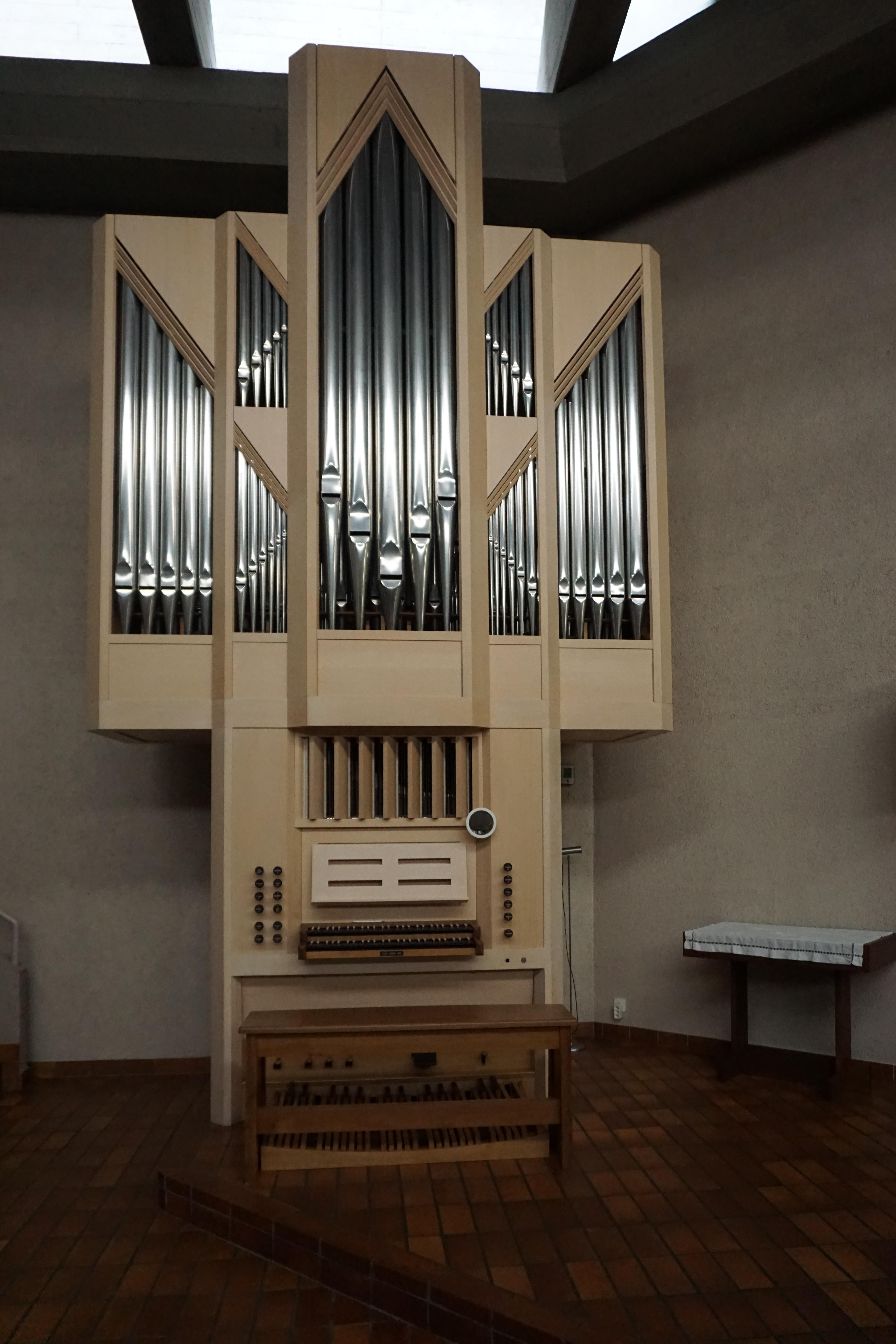
Orgel der Kirche Peter und Paul

1993 wurde die Orgel durch die Firma Orgelbau Goll AG, Luzern, mit 17 Registern auf 2 Manualen und Pedal gebaut und 2015 revidiert. Sie hat eine mechanische Traktur, mechanische Registrierung und Schleifladen. Nachträglich wurde noch ein Zimbelstern hinzugefügt.
| I Hauptwerk C–g3 |       |
| Principal        | 8′    |
| Hohlflöte        | 8′    |
| Spitzgambe       | 8′    |
| Octave           | 4′    |
| Quinte           | 2 ⁄3′ |
| Waldflöte        | 2′    |
| Terz             | 1 ⁄3′ |
| Mixtur           | 2′    |

| II Brustwerk (schwellbar) C–g3 |       |
| Gedackt                        | 8′    |
| Rohrflöte                      | 4′    |
| Oktave                         | 2′    |
| Quinte                         | 1 ⁄3′ |
| Musette                        | 8′    |
| Tremulant                      |       |

| Pedal C–f1 |     |
| Subbass    | 16′ |
| Oktave     | 8′  |
| Oktave     | 4′  |
| Trompete   | 8′  |

- Koppeln: II/I, I/P, II/P
- Spielhilfe: Wechseltritt Trompete (Pedal)